# Kæmpesalamandre
Kæmpesalamandre (Cryptobranchidae) er en familie af meget store, vandlevende halepadder. Der kendes to slægter: Andrias med fire arter fra Kina og Japan og Cryptobranchus med en enkelt art fra det sydøstlige USA.

## Størrelse og udseende
Mindst er nordamerikansk kæmpesalamander (Cryptobranchus alleganiensis), som kan nå en totallængde på op til ca. 74 cm. For en halepadde er det en stor størrelse, men sammenlignet med de asiatiske kæmpesalamandre i slægten Andrias er den lille. Disse salamandre er verdens største halepadder, og også verdens største nulevende padder med en totallængde, som i særlige tilfælde kan nå helt op på 1,5 m. Den største kendte kæmpesalamander er et eksemplar af Andrias sligoi, som blev fanget nær Guiyang i den kinesiske provins Guizhou i 1920'erne; den målte omkring 1,8 m.
Det er kraftigt byggede halepadder med brede, flade hoveder og små øjne. Lemmerne er kraftige og forholdsvis korte. Langs kropssiderne er der veludviklede hudfolder, hvilket gør kropsoverfladen større og øger udvekslingen af gasser med det omgivende vand. De har rester af gællespalter på hver side af hovedet, men har også lunger. Halen er ret kort og udgør kun omkring en tredjedel af totallængden. Farven varierer fra næsten sort til gråbrun, grønlig og orangebrun.

## Udbredelse og levevis
Den nordamerikanske kæmpesalamander er udbredt fra New York til det nordlige Alabama og nordøstligste Mississippi; en særskilt underart (C. a. bishop) findes i Missouri og Arkansas. Her lever den i hurtigt strømmende, klare vandløb og floder.
Af de asiatiske kæmpesalamandre findes arterne A. davidianus (kinesisk kæmpesalamander), A. jiangxiensis og A. sligoi i Kina, mens A. japonicus (japansk kæmpesalamander) er udbredt på det centrale og vestlige Honshu, på Shikoku og på det nordøstlige Kyushu i Japan. Af de tre kinesiske arter har A. jiangxiensis den mindste udbredelse og kendes kun fra Jiulingshan National Nature Reserve i Jiangxi i det sydøstlige Kina. Som deres nordamerikanske slægtning lever de alle i klare, hurtigt strømmende vandløb og floder i bjergene.
Kæmpesalamandre tilbringer hele livet i vandet. De er nataktive og skjuler sig om dagen under sten og klipper eller i huler i brinkerne. Føden består, afhængig af dyrenes størrelse, af orme, krebsdyr, fisk, padder og andre små hvirveldyr. Byttet fanges ved, at salamanderen hurtigt åbner munden, så der opstår et kraftigt undertryk i mundhulen, og byttet derved suges ind; fænomenet kendes også som 'suction feeding' eller 'saugschnappen'.

## Formering
Både den nordamerikanske og de asiatiske kæmpesalamandre lader til at yngle i sensommeren og først på efteråret. Hannen lokker en hun ind i sin hule under en sten eller klippeblok eller i flodbrinken. Kæmpesalamandre har udvendig befrugtning, hvilket betyder, at hunnen lægger sine æg, hvorefter hannen befrugter dem. Den lille nordamerikanske kæmpesalamander lægger 138-334 æg ad gangen, mens den japanske kæmpesalamander typisk lægger mellem 400 og 600 æg. Æggene lægges i lange strenge, og hannen bliver ved dem og beskytter dem mod rovdyr, indtil de klækker. Æggene klækker efter 40-75 dage. I den første tid lever larverne af blommesækken, hvorefter de begynder at gå på jagt efter smådyr.
Nordamerikansk kæmpesalamander bliver kønsmoden i en alder af 5-8 år, mens japansk kæmpesalamander er 14-15 år om at nå kønsmodenhed. Til gengæld lever de længe. Således kan nordamerikansk kæmpesalamander blive 20-30 år gammel i naturen, og der kendes japanske kæmpesalamandre, som i fangenskab er blevet mere end 50 år gamle.

## Udnyttelse og trusler
Især de kinesiske, men tidligere også den japanske kæmpesalamander udnyttes til menneskeføde. Kinesiske kæmpesalamandre opdrættes på farme, men fanges formentlig også stadig i naturen. Desuden trues de af forurening og ødelæggelse af deres levesteder.
En betydelig trussel er undslupne og udsatte kæmpesalamandre fra farme, da de kan krydse med de oprindelige arter. I Japan krydser udsatte kinesiske kæmpesalamandre således med de naturligt forekommende japanske kæmpesalamandre, og da krydsningerne vokser betydeligt hurtigere, bliver de både et genetisk og konkurrencemæssigt problem for de oprindelige kæmpesalamandre.
Værst står det dog til for de kinesiske kæmpesalamandre, der alle vurderes som kritisk truede (CR) af IUCN. Både den japanske kæmpesalamander og den nordamerikanske kæmpesalamander anses for sårbare (VU).